# 董潼
董潼(1975年-)中國女演员，曾担任广州电视台主持人，主持过多场综艺节目，亦在纽约主修过表演艺术。

## 演出作品

### 電視劇
- 七十二家房客 飾 周萍
- 笑公堂 飾 查若柔
- 陈梦吉与三十六计 飾 查若柔

## 獎項
- 第四届“美在花城”最佳表演奖
- 最佳才智奖